# Хаас, Бригитта
Бриги́тта Хаас (нем. Brigitte Haas; род. 1964, Вадуц, Лихтенштейн) — юрист и политический деятель из Лихтенштейна. Премьер-министр Лихтенштейна с 10 апреля 2025 года. Управляющая Торгово-промышленной палаты Лихтенштейна (LIHK).
Являлась кандидатом в премьер-министры Лихтенштейна от «Патриотического союза» на парламентских выборах 9 февраля 2025 года. По результатам выборов «Патриотический союз» получил 38,3 % голосов и остался крупнейшей партией в ландтаге. Бригитта Хаас стала первой женщиной, возглавившей правительство Лихтенштейна.

## Биография
Родилась 27 декабря 1964 года. Её родители были владельцами специализированного магазина Keramik Haas в Шане. Компанию по производству керамики Keramik Haas основали братья Фридрих (Friedrich Haas; 1918—1990) и Якоб Хаас (Jakob Haas; 1915—1996) в 1953 году в Вадуце. В 1959 году братья перевели производство в Шан. После смерти Якоба до 2005 года фирмой владел его сын Гернот (Gernot Haas; род. 1966).
Получила степень лиценциата права (lic. iur.) в Цюрихском университете.
Стала заместителем управляющего Торгово-промышленной палаты Лихтенштейна (LIHK), затем — управляющей Палатой.

## Политическая карьера
19 февраля 2024 года премьер-министр Даниэль Риш и министры Грациэлла Марок-Вахтер и Доминик Хаслер сообщили, что не будут баллотироваться кандидатами в правительство Лихтенштейна на парламентских выборах 2025 года. 19 августа председатель «Патриотического союза» Томас Цвифельхофер выдвинул Бригитту Хаас кандидатом в премьер-министры Лихтенштейна. 10 апреля 2025 года вступила в должность премьер-министра.

## Личная жизнь
Зарегистрирована в коммуне Маурен, живёт в Вадуце.
Замужем за архитектором Хубертом Оспельтом (Hubert Ospelt).